# حسن پیرنیا
حسن پیرنیا (۱۲۵۰ – ۲۹ آبان ۱۳۱۴) ملقب به مشیرالملک و بعد مشیرالدوله سیاستمدار، حقوقدان، تاریخ‌نگار و نخست‌وزیر ایران در اواخر عهد قاجار بود. او مؤسس مدرسه علوم سیاسی و از پایه‌گذاران آیین دادرسی کیفری و مدنی ایران است. کتاب تاریخ ایران باستان که در نوع خود اولین است نیز به قلم اوست.

## سال‌های آغازین زندگی
حسن پیرنیا فرزند میرزا نصرالله خان نایینی (نصرالله مشیرالدوله) نخستین رئیس‌الوزرای عصر مشروطیت بود. حسن پیرنیا در ۱۲۵۰ خورشیدی چشم به جهان گشود. دوره ابتدایی را به همراه برادر در نزد مکتب میرزا محمد باقر بواناتی گذراند و از او زبان‌های عربی و انگلیسی آموخت و تأثیر شگرفی از روحیه آزادی‌خواهی بواناتی کسب کرد. پس از پایان دروس مقدماتی، به همراه دو برادرش، حسین و علی، برای تحصیل عازم فرنگ شد. حسن پیرنیا به مسکو رفت و پس از اتمام مدرسهٔ نظام، در دانشکدهٔ حقوق مسکو تحصیل کرد و در پایان این دوره به عنوان وابستهٔ سفارت ایران در سن پترزبورگ مشغول به کار شد.
پس از مرگ محسن خان مشیرالدوله در ۱۲۷۸ خورشیدی، میرزا نصرالله خان نایینی به وزارت امور خارجه منصوب و لقب مشیرالدوله به وی اعطا شد. به دنبال آن مشیرالدوله فرزند خود میرزا حسن خان را به تهران فراخواند و لقب پیشین خود (مشیرالملک) و ریاست ادارهٔ بایگانی وزارت امور خارجه را به او داد. چندی بعد منشیگری مخصوص صدراعظم امین السلطان نیز به آن افزوده شد. با قرار گرفتن در مقام ریاست کابینه وزارت خارجه و همچنین منشی مخصوص صدراعظم توانست لقب پرتکرار مشیر الدوله را از آن خود کند. نخستین کار پیرنیا پس از ورود به وزارت خارجه، نوشتن نظامنامهٔ حق ویزا و سایر تصدیقات اتباع ایرانی خارج از کشور بود. سپس برای تربیت کادر سیاسی و کارکنان وزارت امورخارجه، با کمک پدرش و امین‌السلطان و با جلب حمایت مظفرالدین شاه، «مدرسهٔ وزارتخانه» یا مدرسهٔ سیاسی را تأسیس کرد و خود معلم حقوق بین‌الملل در این مدرسه شد.
پیرنیا در سفرهای مظفرالدین شاه به فرنگ به عنوان منشی مخصوص صدراعظم و سپس به عنوان مترجم حضور داشت. وی در بازگشت موقتش به ایران شاهد ماجرای عزل اتابک بود.

## دوران مشروطه
تقارن دوران تحصیل و سفارت پیرنیا در روسیه (۱۳۰۷–۱۳۲۳) با سلسله وقایع منتهی به انقلاب ۱۹۰۵ روسیه، و آشنایی وی با ایرانیان اصلاح‌طلب در قفقاز، از عوامل همراهی او با مشروطه‌خواهان بود. پیرنیا در آستانهٔ انقلاب مشروطیت به ایران آمد و پس از صدور فرمان تأسیس عدالتخانه، در کمیسیونی که برای تهیهٔ نظامنامهٔ عدالتخانه دایر شد عضویت داشت.
پس از صدور فرمان مشروطیت در سال ۱۲۸۵ خورشیدی (۱۳۲۴ قمری) که متن آن را پیرنیا برای مردم خواند، برای تهیهٔ نظامنامهٔ انتخابات و قانون اساسی هیئتی تشکیل شد که پیرنیا در آن مسئولیت ترجمهٔ قوانین ملل دیگر را بر عهده داشت. پس از جلوس محمدعلی شاه (ذیقعدهٔ ۱۳۲۴) پیرنیا برای اعلان تاجگذاری شاه جدید، در ربیع‌الاول ۱۳۲۵ به سفارت فوق‌العاده راهی سن پترزبورگ، لندن و پاریس شد. در این مأموریت که پیرنیا آن را نوعی تبعید محترمانه می‌دانست، علاوه بر ابلاغ تاجگذاری محمدعلی شاه، به توصیهٔ امین‌السلطان، دربارهٔ قرارداد ۱۹۰۷ روس و انگلیس با مقامات این کشورها گفتگو کرد و در این دیدارها از امپراتور روسیه، پادشاه انگلیس و رئیس‌جمهور فرانسه نشان دریافت کرد. پس از این مأموریت فوق‌العاده، پیرنیا در کابینهٔ مشیرالسلطنه به وزارت عدلیه رسید و در کابینهٔ بعدی که ناصرالملک رئیس‌الوزراء شد (۱۹ رمضان ۱۳۲۵) مشیرالدوله وزرات خارجه را برعهده گرفت. در همین اوان صورت نهایی قرارداد ۱۹۰۷ روس و انگلیس انتشار یافت و مشیرالدوله در مقام وزیر خارجه یادداشتی مبنی بر بی‌اعتباری قرارداد از نظر دولت ایران برای سفیر انگلیس فرستاد. اگرچه انتشار این یادداشت در اجرای قرارداد تأثیری نداشت، در افکار عمومی داخل کشور موجب محبوبیت پیرنیا شد.

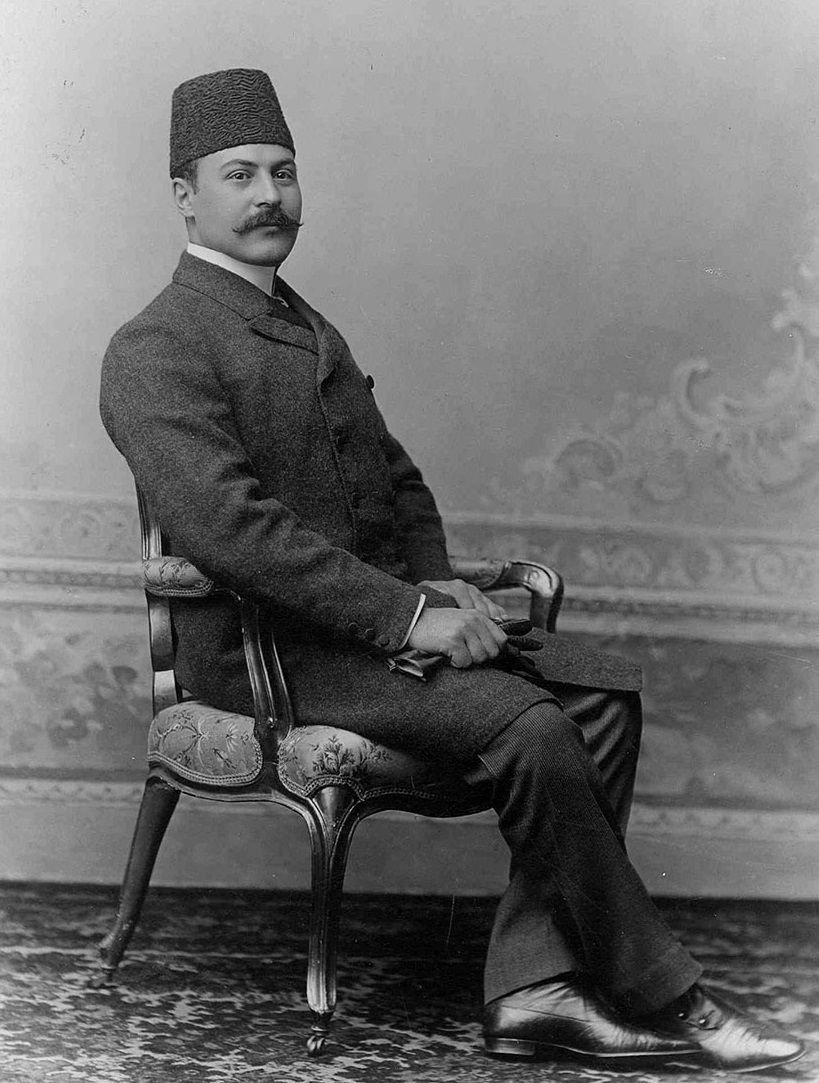
حسن پیرنیا

در دولت نظام السلطنه مافی که سی ام آذر ۱۲۸۶ (شانزدهم ذیقعده ۱۳۲۵) از مجلس رأی اعتماد گرفت، مشیرالدوله در سمت وزیرخارجه ابقا شد. در دولت مشیرالسلطنه که در هفدهم خرداد ۱۲۸۷ پس از استعفای دولت نظام السلطنه تشکیل شد، وزیر علوم بود. در دورهٔ استبداد صغیر، مشیرالدوله در دولت‌های مشیرالسلطنه و ناصرالملک، وزارت معارف و عدلیه را بر عهده داشت.

## اصلاحات در عدلیه
محمدعلی شاه مشیرالدوله را مأمور اصلاح عدلیه و تنظیم قانونی امور آن کرد و در «دارالشورای کبرای دولتی» یا «شورای مملکتی» که به دستور شاه برپا شده بود، عضویت داد. حضور پیرنیا در دستگاه دولت به هنگام استبداد صغیر با انتقادات جدی همراه بود اما نمی‌توان آن را نشانهٔ بی‌اعتقادی وی به نظام مشروطه دانست.
پس از فتح تهران، مشیرالدوله به نمایندگی از استرآباد به مجلس راه یافت، ولی به دلیل پذیرش مسئولیت وزارت عدلیه در کابینهٔ سپهدار از نمایندگی استعفا کرد. در ترمیم کابینه در ۳۰ اردیبهشت ۱۲۸۹ به وزارت تجارت رسید و با استعفای کابینه در تیر ۱۲۸۹ او هم کنار رفت تا اینکه سپهدار بار دیگر در اسفند همان سال عهده‌دار تشکیل دولت شد و وزارت عدلیه را به مشیرالدوله سپرد. در دوران وزارت عدلیه پیشنهاد تدوین قانون مجازات عمومی را مشیرالدوله برای نخستین بار مطرح کرد. او در اول خرداد ۱۲۹۰ به مجلس پیشنهاد داد کمیسیون ویژه ای که شمار اعضایش از شش نفر کمتر نباشد، برای تدوین قانونی برای مجازاتهای عرفی (به معنی مجازات اقداماتی که بر ضد قوانین مملکتی می‌شود) تشکیل شود.
مشیرالدوله همراه با سید حسن مدرس نخستین قانون آیین دادرسی مدنی ایران را به نام «اصول محاکمات حقوقی» نوشت. تا پیش از آن، روحانیونی که حاکم شرع بودند به دعاوی حقوقی رسیدگی می‌کردند که به دلیل تفاوت فتواها و آرای فقهی و همچنین نبود نظارت، در موارد زیادی باعث صدور آرای ناحق و ناهمگون می‌شد. پس از تشکیل عدلیه و روی کارآمدن نظام مشروطه هم قضات به دلیل نبود قوانین مدون، طرفین دعوا را به روحانیون حاکم شرع ارجاع می‌دادند. سید حسن مدرس و مشیرالدوله در دوره دوم مجلس شورای ملی «اصول محاکمات حقوقی» را تدوین کردند که به این آشفتگی پایان داد و به رسیدگی به دعاوی مدنی سامان بخشید. این قانون در هجدهم آبان ۱۲۹۰ به تصویب مجلس رسید و مبنای کار محاکم حقوقی شد. قانون آیین دادرسی مدنی نیز که در سال ۱۳۲۹ به تصویب رسید، برپایه همین قانون نوشته شد.
سپهدار تنکابنی در ترمیم کابینه اش در ۲۶ تیر ۱۲۹۰ وزارت عدلیه را به قوام السلطنه داد و وزارت پست و تلگراف و تجارت را به مشیرالدوله سپرد. او توجیه این تصمیم را «کسالت و نقاهت» مشیرالدوله عنوان کرد. اما دولت سپهدار چند روز بعد کنار رفت و صمصام‌السلطنه جایش را گرفت و مشیرالدوله را در دوم امرداد دوباره به عنوان وزیر عدلیه به مجلس معرفی کرد. هر چند دوباره با ترمیم کابینه اش در ۲۹ آبان وزارت معارف را به او داد.

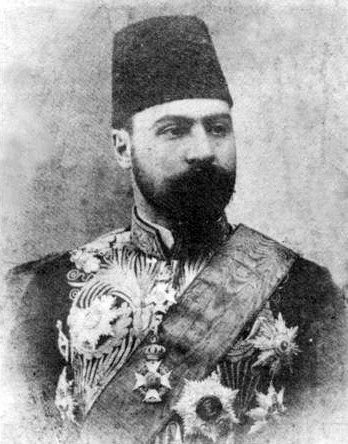
حسن پیرنیا

در ایام فترت بین مجلس دوم و سوم، مشیرالدوله در کابینهٔ علاءالسلطنه مدت کوتاهی وزارت معارف را برعهده گرفت، اما در جمادی‌الآخر ۱۳۳۱ در اعتراض به اعطای امتیاز راه‌آهن خرمشهرـخرم‌آباد به انگلیس از وزارت استعفا کرد. پیرنیا در اتخاذ سیاست بی‌طرفی ایران در جنگ جهانی اول نیز نقش داشت.

## دوران رئیس‌الوزرایی

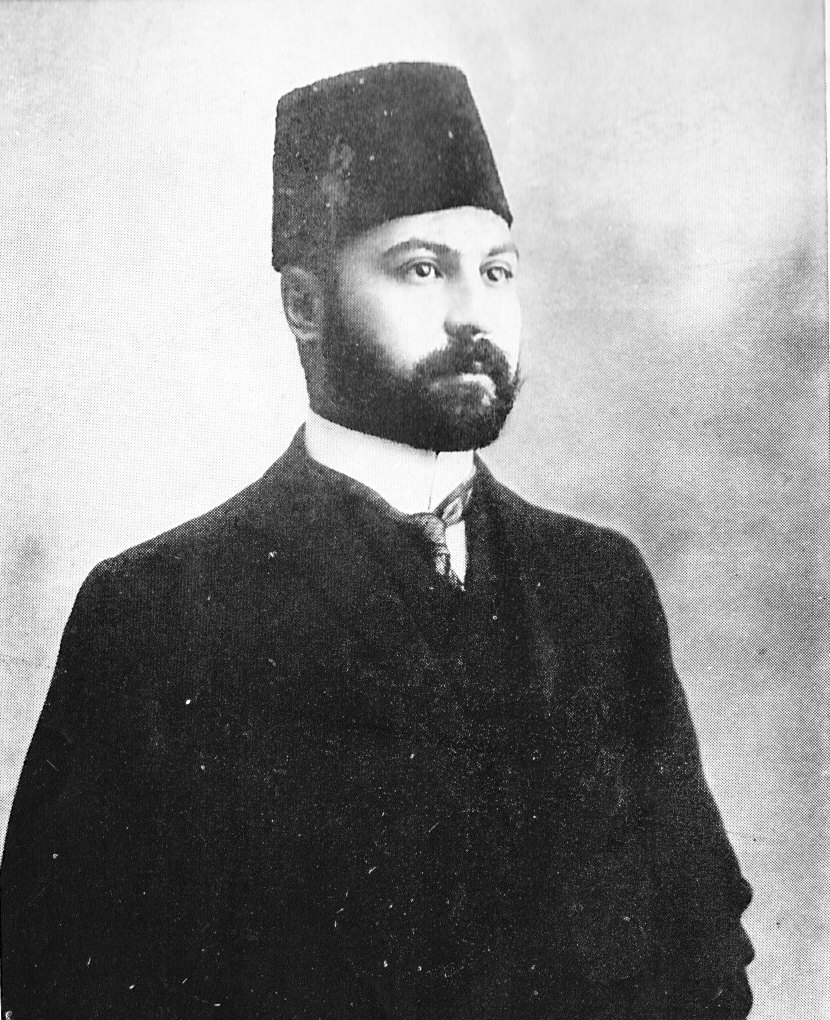
حسن پیرنیا در زمان رئیس‌الوزرایی

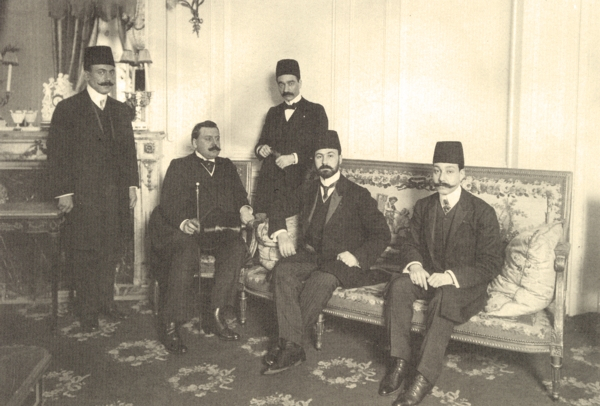
حسن پیرنیا نفر دوم از راست

در مجلس سوم مشیرالدوله به نمایندگی از تهران انتخاب شد، اما احمدشاه پس از نظرخواهی از مجلس وی را مأمور تشکیل کابینه کرد. مشیرالدوله هنگام معرفی وزرا به مجلس در ۲۶ اسفند ۱۲۹۳ و ارائهٔ رئوس برنامهٔ دولت در عرصهٔ سیاست خارجی و داخلی، مهم‌ترین برنامه‌های خود را حفظ بی‌طرفی، اصلاح دوایر دولتی و پرداخت حقوق معوقهٔ ژاندارمری و نظمیه اعلام کرد. وی در نخستین گام با لغو قانون ۲۳ جوزا که موجب حاکمیت مطلق بلژیکی‌ها بر خزانه‌داری کل ایران شده بود، اسباب ناخشنودی روس و انگلیس را فراهم آورد و پشتیبانی همهٔ گروه‌های سیاسی، حتی گروه‌ها و روزنامه‌های تندرو، را به دست آورد.
مشیرالدوله که ادارهٔ وزارت جنگ را هم برعهده داشت، با مهلت خواستن از روس و انگلیس برای پرداخت بدهی‌های ایران کوشید تا از این طریق قشونی منظم ایجاد کند اما با مخالفت روس و انگلیس تلاش او بی‌نتیجه ماند. وی که از آغاز ریاست وزرایی خود خواستار خروج نیروهای بیگانه از کشور شده بود، در همین دوران با تقاضای انگلیس مبنی بر برکناری افسران سوئدی، برکناری مخبرالسلطنه از حکومت فارس، جلوگیری از فعالیت جاسوسان آلمانی و پذیرش حضور نیروهای روسیه در خاک ایران مخالفت کرد. اما نیروهای روسیه به بهانهٔ پیشروی قوای عثمانی، از قزوین به سوی تهران حرکت کردند و مجلس نیز با پیرنیا همراه نشد و سفرای روس و انگلیس متفقاً خواهان برکناری وی شدند. در نتیجه، مشیرالدوله در ۱۱ جمادی‌الثانی ۱۳۳۳ برابر با چهارم اردیبهشت ۱۲۹۴ استعفا داد و به عین الدوله مأمور تشکیل دولت شد.
پس از سقوط کابینهٔ عین‌الدوله در شوال ۱۳۳۳، مجلس پیشنهاد کرد تا مشیرالدوله دوباره ریاست کابینه را برعهده گیرد و او عضویت حسن مستوفی‌الممالک در کابینه را شرط قبول نخست‌وزیری دانست. اما مستوفی عضویت در کابینه را قبول نکرد و پیرنیا نیز ریاست وزرایی را نپذیرفت. در مسئلهٔ مهاجرت گویا مشیرالدوله از مخالفان تغییر پایتخت بوده است. او در کمیسیونی که برای متقاعد کردن شاه به ماندن در تهران تشکیل شد، حضور داشت. شاه در تهران ماندگار شد، و عده‌ای از نمایندگان مهاجرت کردند و مجلس سوم تعطیل شد.
مشیرالدوله در کابینهٔ مستوفی‌الممالک برای آخرین بار وزارت جنگ را به عهده گرفت. در این زمان دولت انگلیس از بیم گسترش اندیشه‌های کمونیستی در ایران، انحلال نیروی قزاق و ایجاد قشون متحدالشکل را از دولت ایران تقاضا کرد، اما با استعفای مستوفی حل این مسائل به کابینه‌های صمصام‌السلطنه و وثوق‌الدوله رسید که مشیرالدوله در آن‌ها مسئولیتی نپذیرفت. با برگزاری انتخابات مجلس چهارم مشیرالدوله به نمایندگی از تهران انتخاب شد، اما تشکیل مجلس به تعویق افتاد و مشیرالدوله برای دومین بار به ریاست وزرایی رسید. از مهم‌ترین مسائل این دوران، پیامدهای قرارداد ۱۹۱۹ بود. پیرنیا این قرارداد را تا زمان تصویب و اعلام نظر مجلس موقوف‌الاجرا دانست. مسئلهٔ دیگر، قیام شیخ محمد خیابانی در تبریز بود. تلاش مشیرالدوله برای پایان بخشیدن مسالمت‌آمیز به آن سودی نداشت و سرانجام با اعزام مخبرالسلطنه به حکمرانی تبریز و کشته شدن خیابانی ماجرا خاتمه یافت.
پیرنیا در تلاش برای خاتمه دادن مسالمت‌آمیز به قیام جنگل نیز هیئتهایی نزد میرزا کوچک خان فرستاد، و از سوی دیگر هیئتی را با اختیارات تامه روانهٔ مسکو کرد، و تقریباً هم‌زمان با آن نیروهای قزاق و ژاندارم را برای پایان دادنِ قیام به مازندران و گیلان فرستاد. عملیات این نیروها در آغاز موفق بود، اما عقب‌نشینی نیروهای انگلیسی به قزوین و حمایت نیروهای شوروی از جنگلیان موجب شکست نیروهای دولتی و عقب‌نشینی آنان به آق بابا شد. این عقب‌نشینی سرآغازی دوباره بود برای فشارهای دولت انگلیس تا خواهان برکناری استاروسلسکی از فرماندهی لشکر قزاق، و ریاست افسران انگلیسی بر نیروهای قزاق شود که در قرارداد ۱۹۱۹ نیز راه‌های آن را اندیشیده بودند. در پی مخالفت مشیرالدوله با این درخواست‌ها، انگلیس از پرداخت مساعده‌ای که ماهیانه به ایران می‌پرداخت خودداری کرد. مخالفت‌های برخاسته از کشته شدن خیابانی و شیخ حسین خان چاه کوتاهی نیز بر مشکلات دولت افزود و به استعفای مشیرالدوله انجامید. در پی این استعفا که خشم مدرس را برانگیخت، با روی کار آمدن سپهدار (۱۴ صفر ۱۳۳۹) و برکناری استاروسلسکی، زمینه‌های لازم برای کودتای ۱۲۹۹ فراهم آمد. هنگام کودتا نیز اگرچه مشیرالدوله مانند سایرین دستگیر نشد، در مدت حکومت سید ضیاءالدین طباطبایی خانه‌نشین بود. در پی سقوط کابینه سیدضیاء و اخراج او از ایران، قوام روی کار آمد و مجلس بازگشایی شد و مشیرالدوله به مجلس رفت. او در دوران حکومت قوام و قیام کلنل محمدتقی خان پسیان، سعی در حل مسالمت‌آمیز مسئله داشت. کلنل نیز داوری مشیرالدوله را دربارهٔ خود پذیرفته بود. با کنار رفتن قوام و اعلام تمایل مجلس، مشیرالدوله ریاست وزرا را عهده‌دار شد و در دوم بهمن ۱۳۰۰ کابینه اش را به مجلس معرفی کرد. نخستین بحران کابینهٔ او «کودتا» ی ابوالقاسم لاهوتی در تبریز بود که در اعتراض به ادغام ژاندارمری و نیروی قزاق آغاز شد. لاهوتی و ژاندارمهای تحت امرش در شرفخانه بسوی تبریز حرکت کردند و پس از درگیری مختصری با نظامیان، شهر را تصرف کردند. مشیرالدوله کوشید موضوع را مسالمت آمیز و با مذاکره حل کند. بنابرین دستور داد مخبرالسلطنه هدایت که بین آذربایجانی‌ها به ویژه بعد از سرکوب جنبش خیابانی مردی بدنام به‌شمار می‌رفت، به تهران مراجعت کند. وی در تلگرام خود نوشت، وجود مخبرالسلطنه در تهران برای مجلس ضروری است، هم‌زمان به اجلال الملک دستور داد بنا به تقاضای قیام کنندگان نایب الایاله آذربایجان شود و مراقبت کند بین قوه قزاق و نیروی ژاندرمری تصادمی روی ندهد و «اصلاح ذات البین به عمل آید» تا دستورهای بعدی به او ابلاغ شود. همزمان از لاهوتی خواست از شهر خارج شود. اما پس از اینکه خواسته‌های لاهوتی را پذیرفتنی ندید و مهلتی که برای او در نظر گرفته بود پایان یافت، به دستور او در نوزدهم بهمن، نظامیان به فرماندهی حبیب‌الله خان شیبانی با نیروهای لاهوتی درگیر شدند و آنها را از تبریز خارج کردند. ژاندارمها تسلیم شدند و لاهوتی به شوروی گریخت.
مشیرالدوله در این دوره از نخست‌وزیری اش نیز اصلاحات در عدلیه را ادامه داد. برای پیشبرد این اصلاحات تیمورتاش را وزیرعدلیه کرد که هیچ تجربه ای در کار دادگستری نداشت اما شخصی قاطع و دارای برش کلام بود و با تجربه شرکت در دو دوره قانونگذاری، سازوکار مجلس و شیوه کار کردن با نمایندگان را بخوبی می‌دانست. مشیرالدوله اعتماد و حمایت مدرس و دیگر روحانیون مجلس را نیز همراه داشت و با اتکا به آنان در ۲۵ بهمن ۱۳۰۰ اختیاراتی به مدت شش ماه از مجلس گرفت که لایحه‌های وزارت عدلیه تنها با تصویب در کمیسیون، قانونی شود و به اجرا دربیاید. در کمیسیون عدلیه نیز نصرت‌الدوله فیروز با او همراه و هماهنگ بود و مخالف او حاج میرزا علی اکبر شیخ‌الاسلام نماینده اصفهان بود.
اقدام دیگر مشیرالدوله در این دوره مذاکره با شرکت آمریکایی استاندارد اویل برای واگذاری امتیاز نفت شمال بود. در پی ابراز تمایل اولیه این شرکت، با جلب مساعدت مدرس و نصرت‌الدوله فیروز لایحهٔ واگذاری امتیاز نفت شمال را به تصویب مجلس رساند اما استاندارد اویل خواهان شراکت انگلیسیها در این امتیاز شد که مشیرالدوله نپذیرفت و مذاکره با این شرکت و اعطای امتیاز به جایی نرسید. گفتگو دربارهٔ اعطای امتیاز نفت شمال به امریکاییها پس از پایان نخست‌وزیری او نیز تا مجلس پنجم به طول انجامید و با اعتراض اتحاد شوروی و انگلیس روبرو شد.
مشیرالدوله برای جلوگیری از خشونتهای حکومت نظامی و تندروی‌های مطبوعات، لایحهٔ اصلاح قانون مطبوعات و تشکیل هیئت منصفه را به مجلس ارائه داد که مدتها پس از پایان نخست‌وزیری او و پس از گفتگوهای فراوان در ۱۰ آبان ۱۳۰۱ به تصویب رسید. این لایحه واکنش مدیران جراید را دربارهٔ شیوه‌های اجرایی آن برانگیخت و آن را اقدامی برای تحدید آزادی‌ها دانستند. با وجود تشکیل کمیسیون پیشنهادی مشیرالدوله مبنی بر نظارت بر اعمال سردارسپه، همچنان تندروی‌های وی ادامه داشت. بعلاوه، به تحریک او یا با فعالیت اتحادیه‌های کارگری با گرایش‌های مارکسیستی اعتصاباتی صورت گرفت که سستی کار دولت و قوت سردارسپه را موجب شد و سرانجام درج نامهٔ یک کارگر قورخانه در روزنامهٔ حقیقت بهانهٔ لازم را به سردارسپه داد تا با پیغامی توهین‌آمیز به مشیرالدوله خواهان توقیف روزنامهٔ حقیقت شود و مشیرالدوله پس از مخالفت با آن در اردیبهشت ۱۳۰۱ استعفا کرد. پوزش بعدی سردارسپه نیز سودی نداشت و حتی با اعلام تمایل دوبارهٔ مجلس، پیرنیا حاضر به ادامهٔ کار نشد.
در آستانهٔ انتخابات مجلس پنجم، مشیرالدوله که ریاست انجمن نظارت بر انتخابات را به عهده داشت، با اعلام تمایل مجلس بار دیگر ریاست وزرایی را پذیرفت و در آخرین نشست مجلس چهارم کابینهٔ خود را معرفی کرد (خرداد ۱۳۰۲)، اما این کابینه که به دولت محلل شهرت یافت در برابر زیاده‌خواهی سردار سپه و تلاش او برای رسیدن به رئیس‌الوزرایی دوام نیاورد و پیرنیا در اعتراض به دستگیری و تبعید قوام‌السلطنه توسط سردار سپه از کار کناره گرفت (آبان ۱۳۰۲). پیرنیا در مجلس پنجم به نمایندگی از تهران انتخاب شد و در ماجرای استعفا و قهر سردار سپه (۱۸ فروردین ۱۳۰۳) عضو هیئتی بود که برای دلجویی از وی به رودهن رفتند. پیرنیا به هنگام خلع قاجاریه از رفتن به مجلس خودداری کرد و پس از آن نیز در مجلس حاضر نشد. در انتخابات مجلس ششم نیز ریاست انجمن مرکزی نظارت بر انتخابات را برعهده داشت و با توجه به اینکه به نمایندگی هم برگزیده شد، مانند دورهٔ هفتم، نمایندگی را نپذیرفت. عضویت در کمیسیون معارف و ریاست کمیسیون اصلاح عدلیه در ۱۳۰۶، واپسین مشاغل دولتی او بود و پس از آن حتی از پذیرفتن ریاست دیوان تمیز (دیوان عالی کشور) خودداری کرد و اگرچه تا پایان عمر خانه‌نشین بود، مسائل اساسی جامعه را پیگیری می‌کرد و در مسائلی همچون قرارداد نفت ۱۳۱۲/ ۱۹۳۳ از بیان مخالفت خود پروایی نداشت.
وی آخرین مشیرالدوله است، زیرا پایان عمر او با سلطنت رضاشاه مصادف شد و در زمان این پادشاه طبق قانونی همه القاب ملغی گردید.
داوری‌ها دربارهٔ زندگی سیاسی پیرنیا گوناگون است، اما همه خوشنامی وی را در عرصهٔ سیاست ستوده‌اند. در آبان ۱۳۵۱ مجلس بزرگداشتی به مناسبت یکصدمین سال تولد او در دانشگاه تهران برگزار شد و رجال و فرهنگ دوستان کشور یادش را گرامی داشتند.
حسن پیرنیا در ۲۹ آبان ۱۳۱۴ پس از دو سال بیماری درگذشت و در مقبرهٔ خانوادگی در امامزاده صالح تجریش به خاک سپرده شد. از او هفت فرزند برجای ماند.

## اندیشه‌ها و آثار او

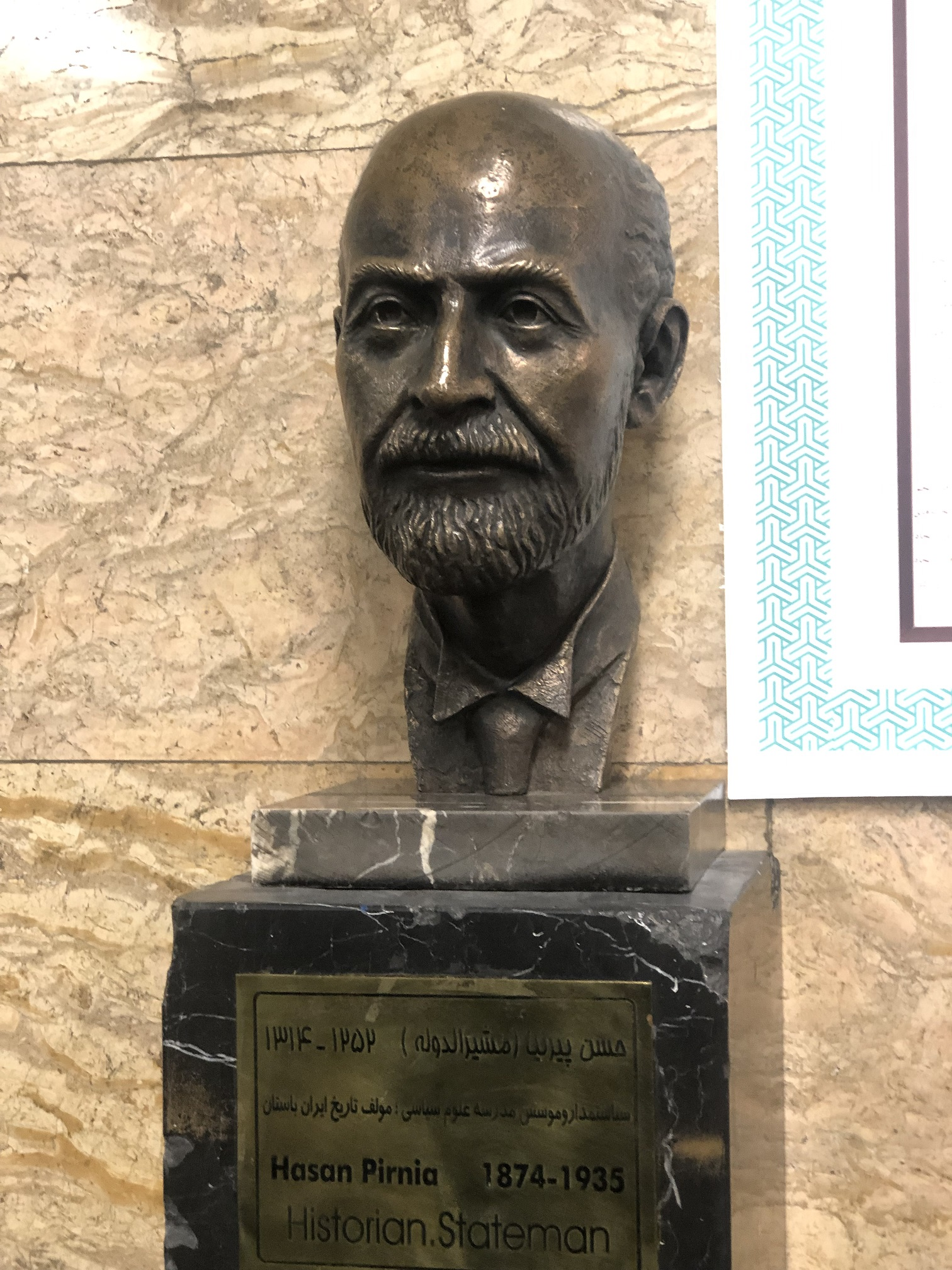
سردیس وی در دانشگاه تهران

حسن پیرنیا در دستگاه دولت، با محافظه کاری خاص خود که گاه انتقاد دیگران را در پی داشت، اندیشه‌هایش را مطرح می‌کرد. او به عنوان حقوقدانی که شاهد تحولات روسیهٔ تزاری و نهضت عدالتخواهی ایران بود، اندیشهٔ اصلاح عدلیه را از زمان سفارتِ فوق‌العاده در سر داشت و در دوران وزارت خود نیز با تقدیم سه طرح قانونی شامل اصول تشکیلات عدلیه در ۳۱۱ ماده، قانون موقتی محاکمات حقوقی در ۸۱۲ ماده و قانون محاکمات جزایی در ۵۰۶ ماده از بنیان‌گذاران نظام قضایی جدید ایران بود. الگوی کار پیرنیا برای تدوین قوانین حقوقی، قوانین روسیه و عثمانی و فرانسه بود.
مسئلهٔ دیگری که از نظر مشیرالدوله اهمیت بسیار داشت، تأمین مالیه بود. در این زمینه نیز قانون اصلاح محاسبات، نقض قانون ۲۳ جوزا و لایحهٔ تشکیلات وزارت مالیه را به مجلس ارائه داد و در مجلس اول با فکر تشکیل بانک ملی همراهی کرد. فکر اصلاح قشون نیز ریشه در تحصیلات نظامی پیرنیا داشت و به همین منظور برای تربیت نیروی متخصص آن، مدرسه نظامی احمدی را بنیان نهاد که به مدرسهٔ نظام مشیرالدوله شهرت یافت (۱۲۹۶). در پی کودتای ۱۲۹۹، با ادغام این مدرسه و دو مدرسهٔ دیگر، «مدارس نظام» شکل گرفت.
در سیاست داخلی، اجرای اصلاحات در رأس برنامه‌های پیرنیا قرار داشت، و در سیاست خارجی، حفظ بیطرفی و بهره‌برداری از قدرت سوم برای منافع ملی را دنبال می‌کرد. وی بعدها در پاسخ به منتقدانی که او را محافظه‌کار می‌دانستند، نداشتن پشتیبان در مجلس و مخالفت با خواسته‌های شخصی رجال را مانع اساسی پیشرفت امور دانست.
پرداختن به معارف که مشیرالدوله آن را مایهٔ خوشبختی همهٔ «ملل و مقصود حرکت جامعه» می‌دانست، و اهمیت دادن به زبان فارسی وجههٔ دیگری از همت او بود و به همین سبب دو بار به وزارت معارف رسید و در زمان کناره جویی از سیاست نیز عضویت کمیسیون معارف را پذیرفت (۱۳۰۲) که اصلاح تشکیلات معارف و تدوین کتب درسی برعهدهٔ آن بود. در همین دوران پیرنیا نوشتن کتاب‌های تاریخ ایران باستان و داستان‌های ایران قدیم به شیوهٔ تاریخ‌نگاری جدید را آغاز کرد که به ترتیب در ۱۳۰۶ و ۱۳۰۷ منتشر شدند. از کتاب نخست گزیده‌ای نیز با عنوان ایران قدیم تهیه شد که در مدارس تدریس می‌شد. پس از آن به پیشنهاد کمیسیون معارف برای تدوین تاریخ کامل ایران، نوشتن بخش پیش از اسلام آن را برعهده گرفت و بخش‌هایی از آن را با نام ایران باستان منتشر کرد، اما با مرگ وی این طرح ناتمام ماند.

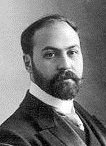
حسن پیرنیا

نوشته‌های تاریخی مشیرالدوله بیش از هرچیز نشان دهندهٔ روحیات و اندیشه‌های مؤلف و زمانهٔ اوست. او با نگاهی جستجوگر، تمدن کهن ایرانی را دستمایهٔ بالندگی و تفاخر ملی قرار داد و همچون میرزا آقاخان کرمانی تاریخ را «قبالهٔ نجابت و سند بزرگواری» هر ملتی می‌دانست. علاقهٔ پیرنیا به جزئیات اوضاع مدنی و اجتناب از تفصیل نام سلسله‌ها و پادشاهان، نشان دهندهٔ تأثیر روش میرزا آقاخان کرمانی بر شیوهٔ تاریخ‌نگاری اوست. اهمیت آثار پیرنیا، گذشته از دقت نظر وی، در بهره‌گیری او از جدیدترین نوشته‌های آن زمان است که عده‌ای از فرهنگ دوستان مانند سعید نفیسی، عباس اقبال آشتیانی، سیدحسن تقی‌زاده وی را در این راه یاری رساندند.
حسن پیرنیا در ده سال آخر عمر اغلب به کارهای فرهنگی و علمی اشتغال داشت و آثار باارزشی همچون مجموعه سه جلدی تاریخ ایران باستان و داستان‌های ایران قدیم و حقوق بین‌الملل را نوشت. کتاب تاریخ ایران باستان نخستین کتابی است که به شیوه علمی و بر اساس مستندات و کشفیات باستان‌شناسی دربارهٔ گذشته تاریخی ایران نگاشته شده و هنوز هم مورد توجه است. کتاب سه جلدی «تاریخ ایران باستان» هر ساله تجدید چاپ می‌شود.

## سمت‌ها
- وزیر عدلیه کابینه مشیرالسلطنه (۱۲۸۶-
- وزیر معارف کابینه مشیرالسلطنه (۱۲۸۷–۱۲۸۸)
- وزیر عدلیه کابینه ناصرالملک (۱۲۸۸-
- وزیر عدلیه کابینه سپهدار اعظم (۱۲۸۹–۱۲۹۰)
- وزیر عدلیه کابینه صمصام السلطنه (۱۲۹۰–۱۲۹۱)
- وزیر علوم و اوقاف علاءالسلطنه (۱۲۹۱
- وزیر جنگ کابینه مشیرالدوله (خودش) (۱۲۹۳-
- وزیر جنگ کابینه علاءالسلطنه (۱۲۹۶–۱۲۹۶)
- وزیر جنگ کابینه عین الدوله (۱۲۹۶-
- وزیر جنگ کابینه حسن مستوفی (۱۲۹۶–۱۲۹۷)

## خانهٔ پیرنیا

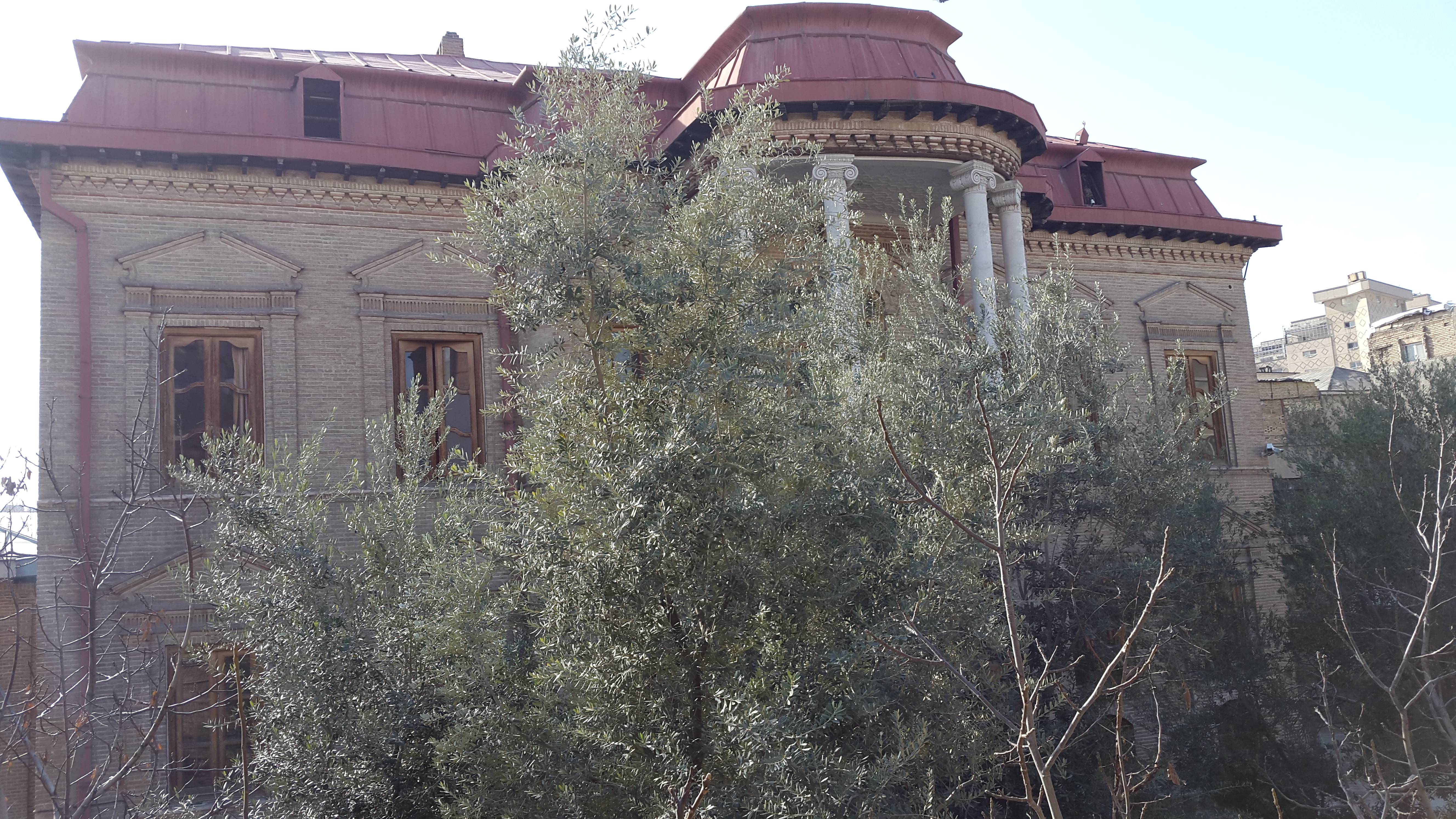
خانه حسن پیرنیا (مشیرالدوله)

منزل مسکونی حسن پیرنیا در خیابان منوچهری تهران (بین خیابان لاله‌زار و میدان فردوسی) قرار دارد و امروزه به نام عمارت مشیرالدوله یا عمارت پیرنیا شناخته می‌شود و در سازمان میراث فرهنگی به عنوان اثر ملی ثبت شده است.